# Kurt Erdmann (General)
Theodor Gustav Kurt Erdmann (* 23. September 1888 in Insterburg; † 10. November 1966 in Münster) war ein deutscher Generalmajor des Heeres der Wehrmacht sowie Rüstungsinspekteur im Zweiten Weltkrieg.

## Leben

### Frühe Jahre
Erdmann trat am 4. März 1907 als Fahnenjunker in das 2. Pommersche Fußartillerie-Regiment Nr. 15 der Preußischen Armee ein. Seine Beförderung zum Fähnrich erfolgte in diesem Regiment im November 1907 und die zum Leutnant im August 1908. Im Oktober 1912 wurde er in das Lauenburgische Fußartillerie-Regiment Nr. 20 versetzt.

### Erster Weltkrieg
Mit Ausbruch des Ersten Weltkriegs kam Erdmann als Adjutant zum Reserve-Fußartillerie-Regiment Nr. 20 und Mitte Oktober 1914 in gleicher Stellung zum Artillerieoffizier vom Platz (Artilleriedirektor) der eroberten französischen Festung Lille. Dort war Erdmann ab November 1914, mittlerweile Oberleutnant, Führer einer Festungsbatterie mit französischen 120-mm-Beutekanonen. Von Februar bis August 1915 erfolgte sein Einsatz als Adjutant bei der Fußartillerie der Festung Lille. Mitte August 1915 wurde Erdmann Batterieführer im Schleswig-Holsteinischen Fußartillerie-Regiment Nr. 9. In diesem Regiment nahm Erdman im Februar 1916 an der Schlacht um Verdun teil. Im April 1916 erfolgte seine Beförderung zum Hauptmann, im März 1917 wurde er in eine Stabsstelle der 217. Infanterie-Division versetzt. Im Juni des gleichen Jahres erfolgte eine erneute Versetzung zur Verwendung im Generalstab des XXI. Armee-Korps. Im Oktober/November 1917 diente Erdmann als Kompanie- und Bataillonsführer sowie im Stab des 8. Rheinischen Infanterie-Regiments Nr. 70. Im Januar 1918 wurde er zum 6. Generalstabslehrgang Sedan kommandiert und Ende Februar 1918 erhielt er die Berechtigung zum Tragen der Uniform des Generalstabs. Anschließend erfolgte seine Versetzung in den Generalstab der Armee, bei gleichzeitiger Überweisung zum Generalstab des XXI. Armee-Korps. Hier verblieb er über das Kriegsende hinaus und wurde am 12. Januar 1919 in den Generalstab des Gouvernements Graudenz versetzt. Danach wurde Erdmann am 1. September 1919 wieder in sein Stammregiment, das Fußartillerie-Regiment Nr. 20, versetzt.

### Weimarer Republik
Ab Mitte September 1919 bis Januar 1920 diente Erdmann beim Chef des Sicherheitswesen in Groß-Hamburg. Am 31. Januar 1920 wurde er aus dem Militärdienst verabschiedet und wechselte am folgenden Tag zur Schutzpolizei in Hamburg im Rang eines Polizei-Hauptmanns. Bereits am 4. Juli 1920 trat er zur Organisation Escherich (Orgesch) über. In dieser paramilitärischen Einheit unter Georg Escherich, Franz Ritter von Epp und Ernst Röhm war Erdmann Organisator in Schleswig-Holstein, Hamburg und Lübeck. Nach dem Verbot der Orgesch wechselte er in die freie Wirtschaft. Dort war er zunächst Volontär, später Handelsvertreter der Firma Klinke & Niemöller in Hamburg. Von Juni 1922 bis April 1927 arbeitete er als Abteilungsleiter bei der Firma Essener Kohlenkontor in Essen. Am 1. Mai 1927 wurde Erdmann als Wirtschaftsoffizier beim Wehrkreiskommando VI mit Sitz in Bochum eingestellt. Diese Funktion übte er bis zum 31. März 1935 aus. Erdmann war vom 1. Oktober 1933 bis zum 5. März 1935 als Hauptmann L-Offizier im Landesschutz und wurde dann als E-Offizier (Ergänzungsoffizier) zum Major befördert. Sein Rangdienstalter wurde dabei auf den 1. Juli 1933 datiert.

### Wehrmacht
Im April 1935 wurde Erdmann Bezirks-Wirtschafts-Offizier bei der Wirtschaftsinspektion in Münster. Am 26. April 1935 wurde er dort zunächst mit der Wahrnehmung der Geschäfte als Wirtschaftsinspekteur beauftragt. Im November 1936 übernahm er das Amt ganz. Am 1. April 1937 erfolgte in dieser Stellung die Beförderung zum Oberstleutnant und seine Reaktivierung als aktiver Truppenoffizier. Ab November 1939 war er ohne Unterbrechung bis Kriegsende als Rüstungsinspekteur VI eingesetzt; ab August 1943 fungierte er zugleich als Chef des Stabes des Ruhrstabes. Zu seinen Hauptaufgaben zählte u. a. die schnelle Wiederinbetriebnahme bombengeschädigter Industriebetriebe. Dabei hatte Erdmann weitreichende Vollmachten, wobei seine Entscheidungen ministeriellen Charakter trugen. So konnte Erdmann vor Ort und Stelle den Aufbau einer Fabrik oder deren Ausschlachtung anordnen. Ab 7. Mai 1942 unterstanden sämtliche Rüstungsinspektionen nicht mehr dem Oberkommando der Wehrmacht, sondern dem Reichsministerium für Bewaffnung und Munition unter Albert Speer. Als Generalmajor (seit 1. Januar 1943) erhielt Erdmann am 24. Juni 1944 das Ritterkreuz des Kriegsverdienstkreuzes mit Schwertern verliehen. Am 15. April 1945 geriet er in Kriegsgefangenschaft, aus der er am 31. März 1947 wieder entlassen wurde.